# دانیل میتران
دانیل میتران (به فرانسوی: Danielle Mitterrand) (متولد ۲۹ اکتبر ۱۹۲۴ در وردون – درگذشته ۲۲ نوامبر ۲۰۱۱ در پاریس)، همسر بیست یکمین ریس جمهور فرانسه «فرانسوا میتران» بود.

## زندگی‌نامه
دانیل امیلیان ایزابل گازه در ۲۹ اکتبر ۱۹۲۴ در وردن، در موز متولد شد. پدر او، آنتوان گازه (۱۸۸۵–۱۹۵۸) مدیر یک کالج بود. مادرش، یرنه فلاچوت (۱۹۷۱–۱۸۹۰)، یک معلم بود. والدین او سکولار، جمهوری‌خواه و فعال در بخش بین‌المللی کارگران فرانسه (SFIO) بودند. در سال ۱۹۴۰، آنتوان گازه از دادن لیست اسامی دانش آموزان و معلمین یهودی در کالج خود، که از او خواسته شده بود، امتناع کرد؛ لذا توسط دولت ویشی برکنار شد. او آنگاه به کلونی نقل مکان کرد و در آنجا به تدریس خصوصی پرداخت.
در سالهای ۱۹۴۰–۱۹۴۲، خانواده وی به دفعات و مرتب اعضای شبکه مقاومت، از جمله رهبر آن، هانری فرنه را در خانه خود مخفی می‌کردند.

## پیشینه
او زمانی که هفده ساله بود، خانواده‌اش (پدر و مادرش معلم بودند) به مقاومت فرانسه کمک می‌رساندند و به پناه دادن به افراد ماکی (مقاومت فرانسه) کمک می‌کردند و او یک افسر رابط در مقاومت شد. در همان‌جا او با فرانسوا میتران آشنا شد و سه ماه بعد از آزادی در ۲۸ اکتبر ۱۹۴۴ با او ازدواج کرد.
در سال ۱۹۸۶ وقتی او بانوی اول بود با ادغام سه مؤسسه کوچکتر که در سال ۱۹۸۱ تأسیس شده بودند بنیاد فرانس لیبرته را به‌وجود آورد. در ۱۹۹۶ میتران یکی از برندگان جایزه شمال جنوب شد.
میتران سه پسر داشت: پاسکال (که در کودکی فوت کرد)، ژان کریستوف و ژیلبر میتران.

## عقاید
برای مدتی طولانی میتران طرفدار کوبا و دولت مارکسیست–لتینیست آنجا بود. با این وجود حین دیدار فیدل کاسترو از فرانسه درسال ۱۹۹۵ او همچنین یرای آزادی کوبایی زندانی شده مخالف دولت ایندامیرو رستانو دیاز تلاش کرد که گفته می‌شود در اثر درخواست وی آزاد شد. او همچنین حامی کنگره ملی آفریقا و جنبش ضد آپارتاید آفریقای جنوبی بود.
او همچنین هنگامی که همسرش به ساندینیست‌ها در جنگشان علیه نیروهای نیکاراگوئه تحت حمایت آمریکا کمک نظامی کرد از آنها حمایت می‌کرد. او منتقد سخت ترکیه و مخالف پیوستنش به اتحادیه اروپا و یک حامی جنبش استقلال کردستان بود. او از جمله در حمایت از جدایی طلبان صحرا، مارکوس معاون فرمانده شورشی مکزیکی و مردم تبت صحبت می‌کرد
به عنوان بانوی اول او علیه تخلفات حقوق بشر، از جمله در کشورهایی که دولت فرانسه تمایل به رابطه خوب با آنها داشت صحبت می‌کرد. او باعث عصبانیت دولت چین و به‌ویژه ملک حسن دوم مراکش شد. بنیاد فرانس لیبرته او به فعالان حقوق بشر در خارج کشورش کمک مالی می‌رساند و همچنین کشورهای فقیر را از نظر آموزش و دارو کمک مالی می‌رساند.
درسال ۲۰۰۵ از رای «نه» در رفراندوم فرانسه برای قانون اساسی اروپا حمایت کرد. «من غلبه اقتصاد برمردم را محکوم می‌کنم». سیستمی که افراد را دریک معادله اقتصادی به عناصر تبدیل می‌کند احترامی برای فقرا قائل نیست و هر آنکس را که با اصول سودآوری زندگی نمی‌کند رد می‌کند «

## جوائز
- هلند صلیب جایزه سلطنتی، ۱۹۹۱[۴]
- سوئد جایزه ستاره قطبی ۱۱ مه ۱۹۸۴ [۵]